# NGC 216
NGC 216 je galaksija u zviježđu Kit.

## Vanjske poveznice
- SEDS: NGC 0216